# میلا میسلیکووا
میلا میسلیکووا (انگلیسی: Míla Myslíková؛ ۱۴ فوریهٔ ۱۹۳۳ – ۱۱ فوریهٔ ۲۰۰۵) بازیگر اهل جمهوری چک بود.
از فیلم‌ها یا برنامه‌های تلویزیونی که وی در آن نقش داشته‌است، می‌توان به رزا لوکزامبورگ، چکاوک‌ها روی بند و جسدسوز اشاره کرد.